# Electronics Manufacturing Services
Electronics Manufacturing Services (EMS) (engl. „Fertigungsdienstleister für elektronische Komponenten“) bezeichnet die komplette Auftragsfertigung von elektronischen Baugruppen, Geräten und Systemen – von der Entwicklung über die Leiterplattenbestückung bis hin zu Prüfkonzepten und weltweiter Auslieferung.

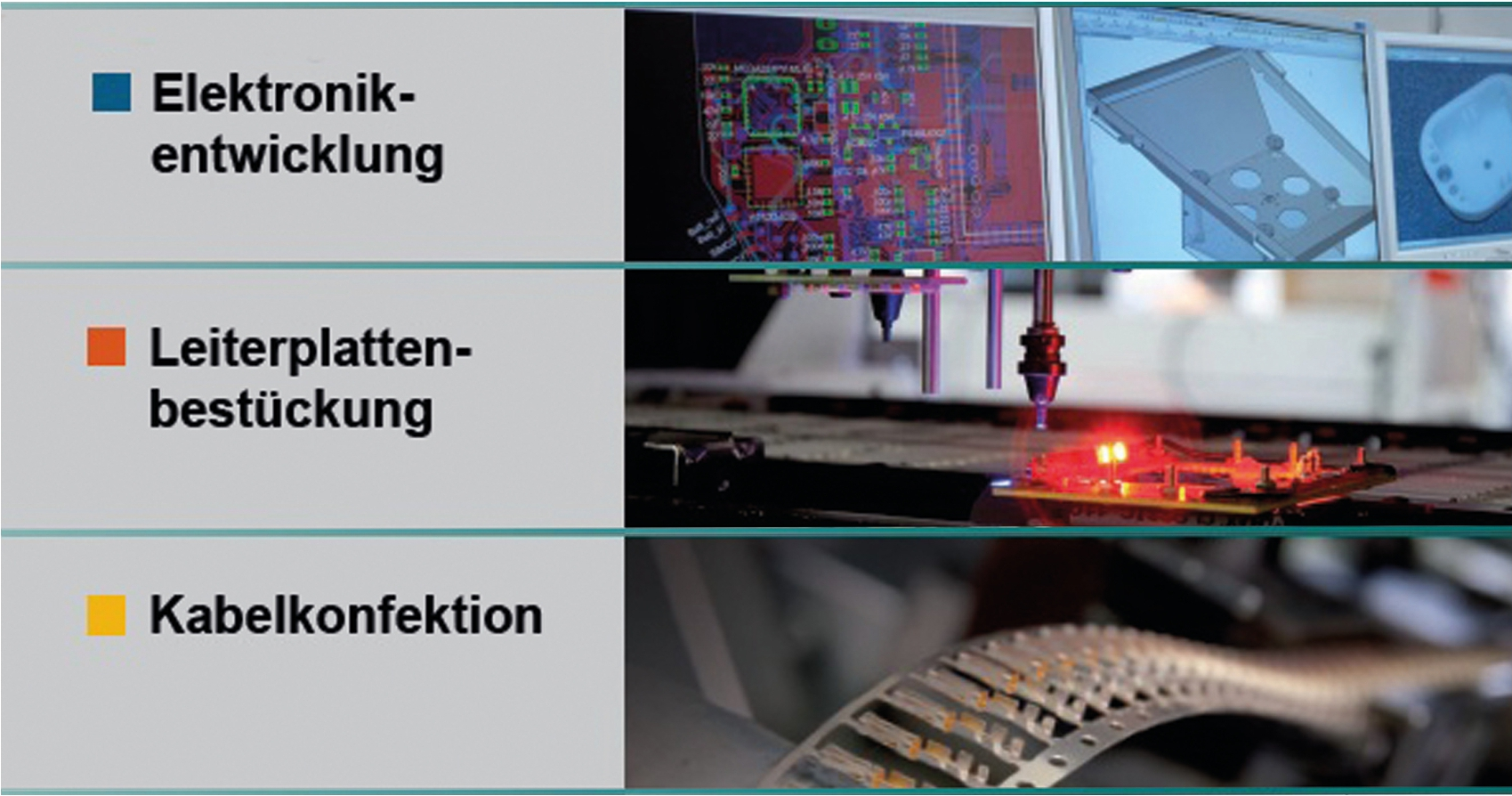
Anschauliche Darstellung aller Bereiche von EMS (= Electronics Manufacturing Services)

Große EMS-Anbieter betreiben Fabriken primär in China und anderen Ländern Asiens. Dort produzieren sie monatlich tausende elektronische Komponenten, Handys, Drucker oder komplexe elektronische Systemlösungen.
EMS ist eine Methode des Outsourcing, bei dem Teile der Produktion ausgelagert werden, um Kosten zu senken und sich vermehrt auf die Entwicklung neuer Produkte, Marketing und Verkauf konzentrieren zu können. Des Weiteren dient EMS der Aufteilung von Kompetenzen ähnlich dem Fabless/Foundry-Geschäftsmodell für Mikroelektronik.
EMS zählen zur Fachbranche der Elektronikdienstleister.

## Markt
Laut dem Marktanalyseunternehmen New Venture Research betrugen die Branchenumsätze Stand 2018 rund 471 Milliarden US-Dollar von EMS und Original Design Manufacturer (ODM) zusammen.
Dabei entfallen laut dem Marktanalyseunternehmen Manufacturing Market Insider rund 81,9 % der Top-50 EMS Umsätze auf die Region APAC, gefolgt von Amerika mit 16,2 % und EMEA mit 1,9 %.

### Auszeichnungen
Innerhalb der Branche wird ein eigenständiger Preis, der E²MS-Award, verliehen.

## Rangliste

### Deutschland
Zu den Top-3 in Deutschland zählen:
1. Zollner Elektronik
2. Katek (Ausgründung der Firma Kathrein und Übernahme von Leesys)
3. RAFI

### Weltweit

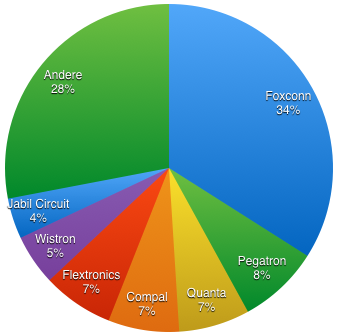
Die weltgrößten EMS gemessen nach Umsatz (2017).

Die 30 bedeutendsten Unternehmen der EMS-Industrie weltweit (Stand 2020):
1. Foxconn,  Taiwan
2. Pegatron,  Taiwan
3. Wistron,  Taiwan
4. Jabil Circuit,  Vereinigte Staaten
5. Flex,  Singapur
6. BYD Electronics,  Volksrepublik China
7. Universal Scientific Industrial,  Volksrepublik China
8. Sanmina,  Vereinigte Staaten
9. New Kinpo Group,  Taiwan
10. Celestica,  Kanada
11. Plexus,  Vereinigte Staaten
12. Venture Corporation,  Singapur
13. Shenzhen Kaifa Technology,  Volksrepublik China
14. Benchmark Electronics,  Vereinigte Staaten
15. Zollner Elektronik,  Deutschland
16. Fabrinet,  Thailand
17. SIIX,  Japan
18. UMC Electronics,  Japan
19. Kimball Electronics Group,  Vereinigte Staaten
20. Integrated Micro-Electronics,  Philippinen
21. Sumitronics,  Japan
22. ATA IMS Berhad,  Malaysia
23. Kaga International,  Vereinigte Staaten
24. VTech Communications,  Hongkong
25. NEO Tech,  Vereinigte Staaten
26. V.S. Industry Berhad,  Malaysia
27. Global Brands Mfg.,  Taiwan
28. Asteelflash,  Frankreich
29. Pan International,  Taiwan
30. Scanfil,  Finnland